# 東海市消防本部
東海市消防本部（とうかいししょうぼうほんぶ）は、愛知県東海市を管轄する消防部局（消防本部）。

## 概要

### 所在地
- 消防本部・本署 - 〒477-8691

愛知県東海市高横須賀町町新田1番地の1
- 北出張所 - 〒476-0003

愛知県東海市荒尾町大脇141番地
- 南出張所 - 〒477-0032

愛知県東海市加木屋町夕霞松67

### 管内の概要
- 管内人口 - 114,822人

2019年（平成31年）3月1日現在
- 管内世帯数 - 50,398世帯

2019年（平成31年）3月1日現在
- 管内面積 - 43.43 km2

2018年（平成30年）10月1日現在

## 組織
消防職員の実員は、2018年（平成30年）4月1日現在、122人となっている。
- 消防長
  - 消防次長
    - 庶務課
    - 予防課

  - 消防署
    - 警防課
      - 出張所（北・南）